# Мосхонисийская епархия
Мосхониси́йская епа́рхия (греч. Ιερά Επισκοπή Μοσχονησίων) — одна из исторических епархий Константинопольской православной церкви с центром в городе Мосхос (ныне Алибей) на острове Мосхонисос; ныне является титулярной.
На севере епархия граничила с Дарданелльской митрополией, с Кидонийской епархией на юге и с Митилинской митрополией на западе (остров Лесбос).
Приходы на островах первоначально входили в Эфесскую митрополию, а в 1664 году подчинены Митилинской митрополии.
В 1729 году приходы и монастыри составили отдельный патриарший экзархат, а в октябре 1742 года подчинены Смирнской митрополии.
С февраля 1750 года приходы были вновь подчинены Эфесской митрополии, а в декабре 1760 вторично переданы под управление Митилинских митрополитов.
30 января 1766 года была учреждена Мосхонисийская епархия, вошедшая в состав Смирнской митрополии.
В 1919 году остров был оккупирован греческими войсками, а 19 февраля 1922 года епархия преобразована в митрополию. В ходе второй греко-турецкой войны, греческие войска в августе 1922 года оставили остров, а православное население 15 сентября 1922 года переселено в континентальную Турцию.

## Епископы
- Гавриил (4 апреля 1766 — ноябрь 1767)
- Кирил I Мосхонисийский (март 1768 — †1794)
- Паисий (Прикеос) (октябрь 1794—1800)
- Дионисий Мосхонисийский (июль 1800—1809)
- Варфоломей (Пирунис) (1820 — июнь 1821)
- Калиник Мосхонисийский (февраль 1832—1842)
- Мелетий Мосхонисийски (1842 — июнь 1855)
- Кирилл II Мосхонисийский (июнь 1855 — †27 март 1872)
- Паисий II Мосхонисийский (29 марта 1872 — †11 августа 1882)
- Иаков (Левентинос)[болг.] (25 августа 1882 — †август 1897)
- Неофит (Кодзаманидис) (11 сентября 1897 — 27 апреля 1906)
- Никодим (Пападопулос) (23 мая 1906 — 8 декабря 1911)
- Диодор (Карадзис)[болг.] (26 января 1912 — 30 марта 1913)
- Фотий (Маринакис)[болг.] (30 апреля 1913 — 19 февраля 1922)
- Амвросий (Плиантидис) (19 февраля — 15 сентября 1922) убит турками
- Апостол (Даниилидис) (4 сентября 2000 — 29 августа 2011)
- Кирилл (Драгунис) (9 марта 2020 — 26 мая 2025)